# Studentengroeve

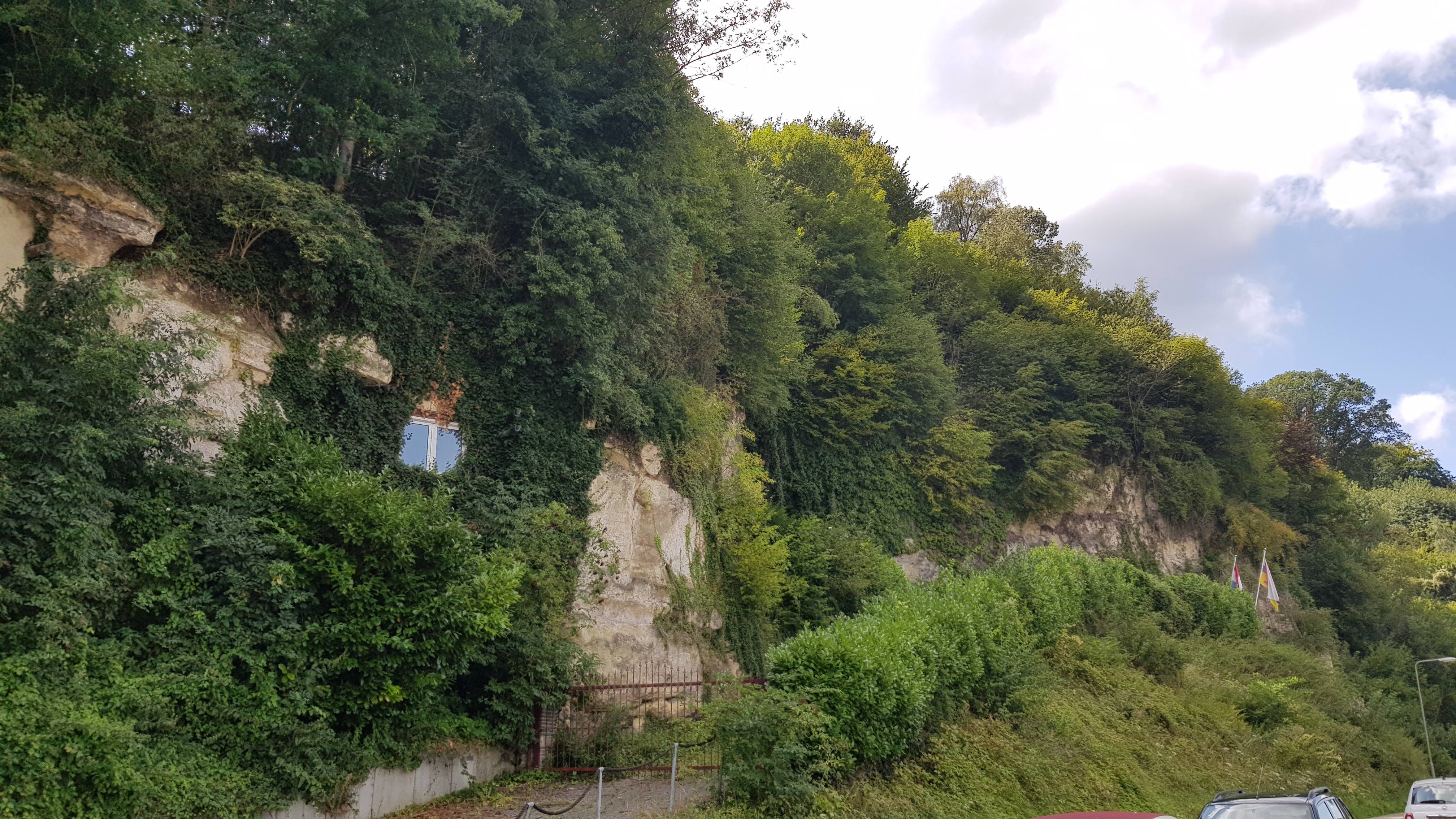
Studentengroeve

De Studentengroeve, ook bekend als La Caverne de Geulhem, is een Limburgse mergelgroeve in de Nederlandse gemeente Valkenburg aan de Geul in Zuid-Limburg. De ondergrondse groeve ligt in Geulhem in het hellingbos Bergse Heide op de noordelijke rand van het Plateau van Margraten in de overgang naar het Geuldal. Ter plaatse duikt het plateau een aantal meter steil naar beneden.
Op ongeveer 170 meter naar het oosten ligt de Heidegroeve, op ongeveer 250 meter naar het zuidoosten ligt de Barakkengroeve, op ongeveer 30 meter naar het westen ligt de ingang van de Koepelgroeve, op ongeveer 150 meter naar het westen ligt de ingang van de Amorgroeve en op ongeveer 400 meter naar het westen liggen de ingangen van de Geulhemmergroeve en de Rotswoningen van Geulhem.

## Geschiedenis
De groeve werd door blokbrekers ontgonnen voor de winning van kalksteenblokken.
De naam van de groeve zou verwijzen naar hoe studenten hier vroeger een feestje vierden in de groeve.
Tijdens de Eerste Wereldoorlog werd de Studentengroeve gebruikt als schuilplaats voor Belgische vluchtelingen.
Tot 1984 werd de groeve gebruikt als champignonkwekerij.
In 1993 werd de groeve ingericht als restaurant en feestruimte.

## Groeve
De Studentengroeve is deels aangetast door dagbouw.
De groeve is ingericht als restaurant met vloerverwarming.
De naastgelegen Koepelgroeve wordt gebruikt als opslagplaats voor het restaurant.